# Monotagma parvulum
Monotagma parvulum är en strimbladsväxtart som beskrevs av Ludwig Eduard Loesener. Monotagma parvulum ingår i släktet Monotagma och familjen strimbladsväxter.
Artens utbredningsområde är Peru. Inga underarter finns listade.